# 385 Ilmatar
A 385 Ilmatar (ideiglenes jelöléssel 1894 AX) a Naprendszer kisbolygóövében található aszteroida. Maximilian Franz Joseph Cornelius Wolf fedezte fel 1894. március 1-jén.